# Gawot
Das Gawot, auch Gahot, war ein Längen- und Wegemaß in Birma.
- 1 Gawot = 4 Kosas = 11200 Taongs (Elle) = 5433,47 Meter[1]
- 40 Gawots = 1 Ujana